# Ami Kondo
Ami Kondo –en japonés, 近藤　亜美, Kondo Ami– (Nagoya, 9 de mayo de 1995) es una deportista japonesa que compite en judo.   
Participó en los Juegos Olímpicos de Río de Janeiro 2016, obteniendo una medalla de bronce en la categoría de –48 kg. En los Juegos Asiáticos de 2018 consiguió una medalla de plata.
Ganó tres medallas en el Campeonato Mundial de Judo entre los años 2014 y 2017.

## Palmarés internacional
| Juegos Olímpicos   | Juegos Olímpicos        | Juegos Olímpicos  | Juegos Olímpicos |
| Año                | Lugar                   | Medalla           | Categoría        |
| ------------------ | ----------------------- | ----------------- | ---------------- |
| 2016               | Río de Janeiro (Brasil) | Medalla de bronce | –48 kg           |
| Campeonato Mundial |                         |                   |                  |
| Año                | Lugar                   | Medalla           | Categoría        |
| 2014               | Cheliábinsk (Rusia)     | Medalla de oro    | –48 kg           |
| 2015               | Astaná ( Kazajistán)    | Medalla de bronce | –48 kg           |
| 2017               | Budapest (Hungría)      | Medalla de bronce | –48 kg           |
| Juegos Asiáticos   |                         |                   |                  |
| Año                | Lugar                   | Medalla           | Categoría        |
| 2018               | Yakarta (Indonesia)     | Medalla de plata  | –48 kg           |